# Grand Prix alpin 1998
Navigation
1997 1999
Le Grand Prix alpin 1998 est la deuxième édition du Grand Prix alpin, compétition internationale de courses en montagne.

## Règlement
Le barème de points est identique par rapport à l'année précédente. Le calcul est identique dans les catégories féminines et masculines. Le score final cumule les points de toutes les épreuves.
| Classement | 1er | 2e | 3e | 4e | 5e | 6e | 7e | 8e | 9e | 10e | 11e | 12e | 13e | 14e | 15e | 16e | 17e | 18e | 19e | 20e | 21e | 22e | 33e | 24e | 25e | 26e | 27e | 28e | 29e | 30e |
| ---------- | --- | -- | -- | -- | -- | -- | -- | -- | -- | --- | --- | --- | --- | --- | --- | --- | --- | --- | --- | --- | --- | --- | --- | --- | --- | --- | --- | --- | --- | --- |
| Points     | 100 | 80 | 60 | 50 | 45 | 40 | 36 | 32 | 29 | 26  | 24  | 22  | 20  | 18  | 16  | 15  | 14  | 13  | 12  | 11  | 10  | 9   | 8   | 7   | 6   | 5   | 4   | 3   | 2   | 1   |

## Programme
Le calendrier se compose de quatre courses.
| Nom de la course                | Distance               | Dénivelé                | Pays      | Date            |
| ------------------------------- | ---------------------- | ----------------------- | --------- | --------------- |
| Course de montagne du Danis     | 10,4 km                | +536 m                  | Suisse    | 12 juillet 1998 |
| Course de Schlickeralm          | 11,2 km                | +1 270 m                | Autriche  | 9 août 1998     |
| Challenge Stellina              | 14,4 km () / 8,1 km () | +1 630 m () / +820 m () | Italie    | 23 août 1998    |
| Course de montagne du Hochfelln | 8,9 km                 | +1 074 m                | Allemagne | 4 octobre 1998  |

## Résultats

### Hommes
Le Britannique Martin Cox s'impose à la course de montagne du Danis devant les Suisses Andrea Erni et Martin von Känel. La course de Schlickeralm est remportée par Antonio Molinari. Le podium est complété par Markus Kröll et Thierry Icart. L'Italien Molinari remporte ensuite le Challenge Stellina. Le podium est complété par les Suisses Woody Schoch et Alexis Gex-Fabry. Antonio Molinari s'impose lors de la finale au Hochfelln. Le podium est complété par le récent champion du monde Jonathan Wyatt et Helmut Schmuck. Molinari remporte le Grand Prix grâce à ses trois victoires. Le Suisse Andrea Erni se classe deuxième avec un seul podium mais grâce à une saison consistante, tout comme Thierry Icart, troisième.
| Course                          | Vainqueur        | Deuxième       | Troisième        |
| ------------------------------- | ---------------- | -------------- | ---------------- |
| Course de montagne du Danis     | Martin Cox       | Andrea Erni    | Martin von Känel |
| Course de Schlickeralm          | Antonio Molinari | Markus Kröll   | Thierry Icart    |
| Challenge Stellina              | Antonio Molinari | Woody Schoch   | Alexis Gex-Fabry |
| Course de montagne du Hochfelln | Antonio Molinari | Jonathan Wyatt | Helmut Schmuck   |

### Femmes
La Suissesse Janina Saxer-Juszko remporte la course de montagne du Danis. Les Allemandes Gudrun de Pay et Johanna Baumgartner complètent le podium. Janina remporte une seconde victoire à Schlickeralm. Elle devance Megan Edhouse et Gudrun De Pay. Le Challenge Stellina est dominé par les athlètes locales. Matilde Ravizza s'impose devant Maria Grazia Roberti et Lara Peyrot. L'Italienne Ravizza remporte sa seconde victoire au Hochfelln. Le podium est complété par les Britanniques Heather Heasman et Carol Greenwood. Janina Saxer-Juszko ne termine que huitième mais cela lui suffit pour remporter son deuxième Grand Prix. Gudrun De Pay termine deuxième grâce à une saison consistance avec 5 points devant Matilde Ravizza et ses deux victoires.
| Course                          | Vainqueur           | Deuxième             | Troisième           |
| ------------------------------- | ------------------- | -------------------- | ------------------- |
| Course de montagne du Danis     | Janina Saxer-Juszko | Gudrun de Pay        | Johanna Baumgartner |
| Course de Schlickeralm          | Janina Saxer-Juszko | Megan Edhouse        | Gudrun de Pay       |
| Challenge Stellina              | Matilde Ravizza     | Maria Grazia Roberti | Lara Peyrot         |
| Course de montagne du Hochfelln | Matilde Ravizza     | Heather Heasman      | Carol Greenwood     |

## Classements
| Rang          | Nom              | Course 1 | Course 2 | Course 3 | Course 4 | Points |
| ------------- | ---------------- | -------- | -------- | -------- | -------- | ------ |
| Médaille d'or | Antonio Molinari |          | 100      | 100      | 100      | 300    |
| 2             | Andrea Erni      | 80       | 36       | 26       | 29       | 171    |
| 3             | Thierry Icart    | 40       | 60       | 40       | 22       | 162    |
| 4             | Aaron Strong     | 26       | 50       | 45       | 26       | 147    |
| 5             | Martin Cox       | 100      |          | 6        | 32       | 138    |
| 6             | Peter Schatz     |          | 45       | 24       | 36       | 105    |

| Rang          | Nom                  | Course 1 | Course 2 | Course 3 | Course 4 | Points |
| ------------- | -------------------- | -------- | -------- | -------- | -------- | ------ |
| Médaille d'or | Janina Saxer-Juszko  | 100      | 100      | 50       | 32       | 282    |
| 2             | Gudrun de Pay        | 80       | 60       | 29       | 36       | 205    |
| 3             | Matilde Ravizza      |          |          | 100      | 100      | 200    |
| 4             | Megan Edhouse        | 40       | 80       | 32       | 40       | 192    |
| 5             | Johanna Baumgartner  | 60       | 45       | 26       | 45       | 176    |
| 6             | Franziska Krösbacher |          | 50       | 24       | 52       | 96     |